# Eterodossia
L'eterodossia (dal greco heteros, lett. "diverso" o "differente", e doxa, lett. "opinione" o "dottrina") è una serie di opinioni, ideologie, scelte di vita o credenze non in linea con quelle dominanti o maggiormente diffuse. Il termine è spesso usato, in modo contrastivo con ortodossia, per sottolineare e rivendicare la propria posizione non allineata a quella tradizionale.

## Significato
Il significato è analogo a quello di eresia, in particolare quando la definizione è utilizzata nell'ambito della religione cristiana e dello stalinismo. Eterodossa può essere però considerata anche una dottrina non convergente con quella ortodossa, ma non apertamente e ufficialmente condannata come eretica o deviazionista.
La parola viene talvolta utilizzata per indicare le teorie o convinzioni pseudoscientifiche considerate inaccettabili dalle scienze istituzionali.